# Walter Oberbrandacher
Walter Oberbrandacher (* 29. Dezember 1946 in Salzburg) ist ein österreichischer Komponist, Liedtexter und Schlagersänger.

## Leben
Walter Oberbrandacher lernte im Alter von zwölf Jahren Flügelhorn, später auch Akkordeon, Keyboard und Gitarre. Anfangs war er Sänger beim Original Edelweiß-Duo. 1986 begann seine Solokarriere als Sänger. Erfolgreich ist Oberbrandacher außerdem als volkstümlicher Schlagerkomponist und -autor. Er komponierte und textete für Interpreten, wie z. B. Brugger Buam, Florian Fesl, Kastelruther Spatzen, Oesch’s die Dritten, Marc Pircher, Sigrid & Marina, Florian Silbereisen, Die Stoakogler, Ursprung Buam, Zellberg Buam und 
Zillertaler Schürzenjäger. Walter Oberbrandacher lebt in Salzburg.

## Diskografie

### Alben
- Wir zwei sind Kinder der Berge (als Original Edelweiß Duo)[2]
- Lustig und fidel durch’s Alpenland (als Original Edelweiß Duo)
- Die zwei lustigen Mander aus dem Salzburger Land 1982 (als Original Edelweiß Duo)
- Monte Christo 1989
- Lieder wie Rosen 1991
- Lieben und lächeln 1992
- Lady einsam 1994
- Rio Bravo 1994
- Ein Spinnennetz aus Liebe 1995
- Servus Spatzerl 2000
- Du bist allererste Sahne 2015

### Singles
- Bella Rosa 1987
- Schau Linda es kommt bald a Reg'n 1988
- Stella Romantica 1988
- Monte Christo 1989